# Morti nel 1462
| Questa pagina contiene informazioni ricavate automaticamente dalle voci biografiche con l'ausilio del template Bio e di un bot. L'aggiornamento è periodico e automatico e ricostruisce completamente la pagina. Se manca una persona in questa lista, sei pregato di non aggiungerla, ma accertati piuttosto che la sua voce biografica contenga il template Bio e che i dati anagrafici siano correttamente compilati. Se il template Bio manca, inseriscilo tu stesso o, in alternativa, metti l'avviso {{tmp\|Bio}} che ne segnala la mancanza. Se i dati riportati sono sbagliati, correggi direttamente la voce biografica; le modifiche saranno visibili in questa lista entro pochi giorni. Per chiarimenti vedi il progetto biografie. La lista contiene solo le 31 persone che sono citate nell'enciclopedia e per le quali è stato implementato correttamente il template Bio. Pagina aggiornata al 18 ago 2025. |

- 11 gennaio - Francesco de Lignamine, vescovo cattolico e umanista italiano
- 18 gennaio - Nicolas Rolin, diplomatico e mecenate francese (n. 1376)
- 21 febbraio - Andrea Cavalcanti, scultore e architetto italiano (n. 1412)
- 23 febbraio - Gilbert Motier de La Fayette, nobile e militare francese
- 27 marzo - Basilio II di Russia, principe russo (n. 1415)
- 31 marzo - Isidoro II Xanthopoulos, arcivescovo ortodosso greco
- 4 maggio - Bernardo d'Armagnac, conte di Pardiac, nobile francese (n. 1400)
- 7 maggio - Pasquale Malipiero, politico e diplomatico italiano
- 8 maggio - Palla Strozzi, banchiere, politico e letterato italiano (n. 1372)
- 14 maggio - Giovanna di Marle, nobile francese (n. 1415)
- 22 giugno - Caterina d'Alençon, nobile (n. 1396)
- 12 luglio - Andrea Oxner da Rinn, tedesco (n. 1459)
- 24 luglio - Cristoforo da Tolentino, nobile e condottiero italiano
- 22 agosto - Giosia Acquaviva, nobile e condottiero italiano (n. 1399)
- 26 agosto - Caterina Zaccaria
- 12 settembre - Tiberto Brandolini, condottiero italiano (n. 1414)
- 17 settembre - Anna di Sassonia, principessa tedesca (n. 1420)
- 11 novembre - Anna di Cipro, nobile (n. 1419)
- 13 novembre - Anna d'Asburgo, nobile austriaca (n. 1432)
- Giorgio Arianiti, generale e patriota albanese (n. 1383)
- George Douglas, IV conte di Angus, nobile scozzese (n. 1429)
- Bartolomeo Fioravanti, architetto italiano (n. 1390)
- Niccolò di Lesbo, nobile italiano
- Hamza Bey, militare e ammiraglio ottomano
- Guilbert de Lannoy, cavaliere medievale fiammingo (n. 1386)
- Nicolò Lionello, orafo e architetto italiano
- Matteo Moranzone, scultore e intagliatore italiano
- Muhammad XI di Granada, sultano
- Gregorio Tifernate, filologo, grecista e umanista italiano (n. 1414)
- Marcantonio Torelli, conte
- Hans von Tübingen, pittore austriaco (n. 1380)